# Bedenec
Bedenec is een plaats in de gemeente Ivanec in de Kroatische provincie Varaždin. De plaats telt 814 inwoners (2001).